# Saint-Martin-d’Hardinghem
Saint-Martin-d’Hardinghem – miejscowość i gmina we Francji, w regionie Hauts-de-France, w departamencie Pas-de-Calais.
Według danych na rok 1990 gminę zamieszkiwało 287 osób, a gęstość zaludnienia wynosiła 43 osób/km² (wśród 1549 gmin regionu Nord-Pas-de-Calais Saint-Martin-d’Hardinghem plasuje się na 941. miejscu pod względem liczby ludności, natomiast pod względem powierzchni na miejscu 540.).